# نیورو دو ریپ
نیورو دو ریپ (به لاتین: Nioro du Rip Department) یک منطقهٔ مسکونی در سنگال است که در ناحیه کائولاک واقع شده‌است. نیورو دو ریپ ۲٬۲۷۷ کیلومتر مربع مساحت و ۲۸۲٬۱۷۵ نفر جمعیت دارد.